# Înțepătura de albină
O înțepătură de albină este o plagă înțepată și dureroasă cauzată de un ac  al unei albine femele  care înțeapă pielea. Înțepăturile de albine diferă de mușcături de insecte, veninul de insecte înțepătoare având variații chimice considerabile. Reacția unei persoane la o înțepătură de albină poate varia în funcție de specie. În timp ce veninul de înțepături de albine este ușor acid și provoacă doar durere ușoară la majoritatea oamenilor Reacția alergică poate apărea la persoanele cu alergii la componentele veninului.

## Înțepături de albine

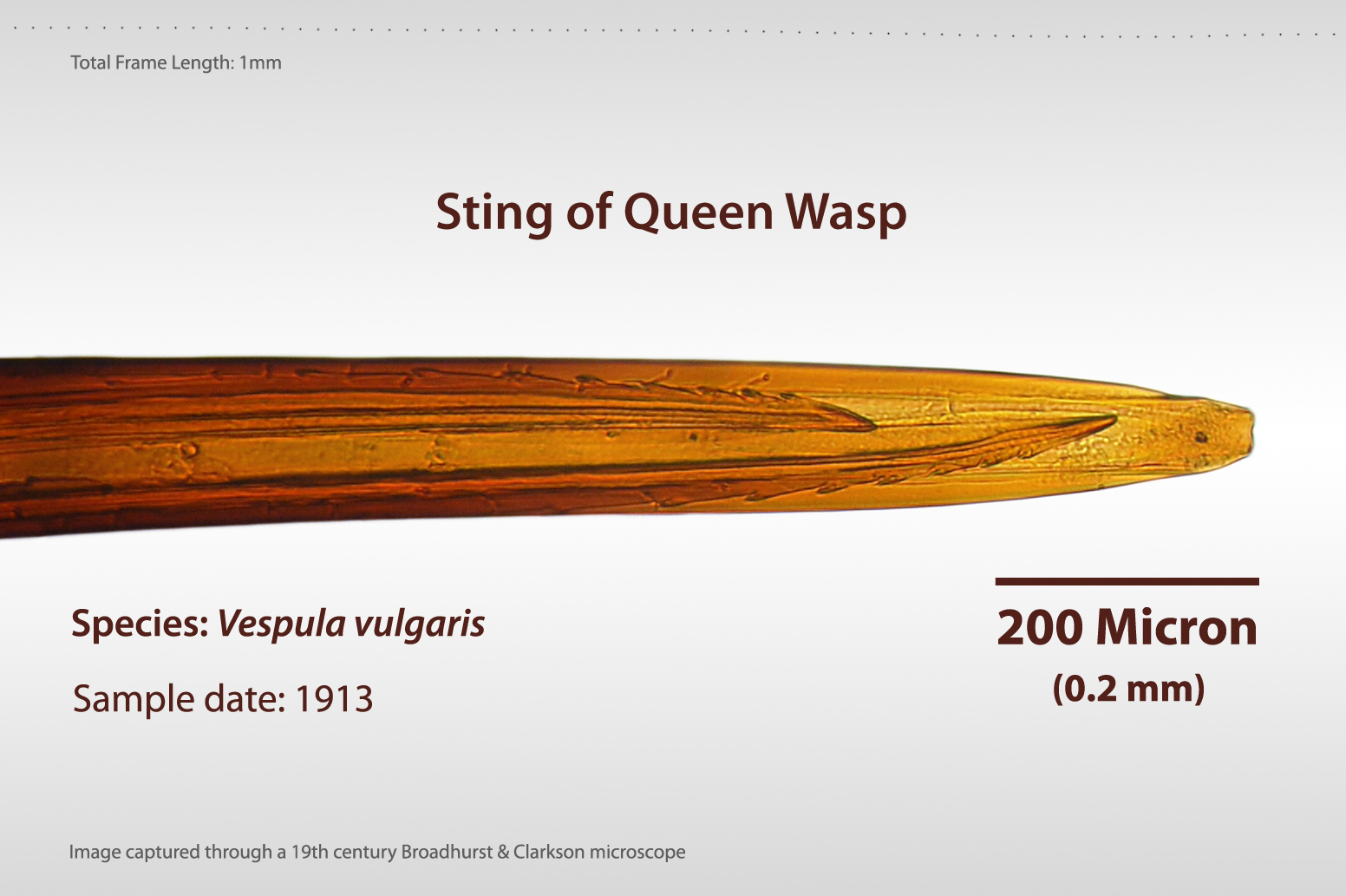
Imagine mărită cu microscopul a înțepăturii unei regine viespi, arătând stylus și lancetele ghimpate

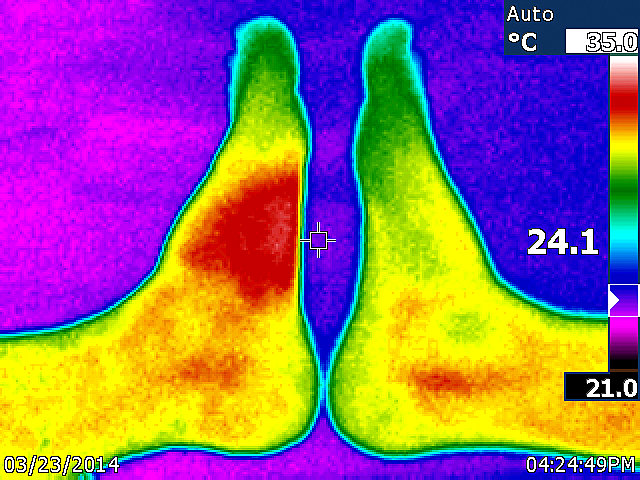
Partea stângă a imaginii arată creșterea temperaturii ≈4 C-change (zonă roșie saturată) cauzată de o înțepătură de albină după aproximativ 28 de ore

O albină care este departe de stup și caută nectar sau polen rareori va înțepa, cu excepția cazului în care este călcată sau mânuită brusc. Albinele vor căuta și înțepa în mod activ atunci când percep că stupul este amenințat, fiind adesea alertate de acest lucru prin eliberarea de feromoni de atac (mai jos).
Deși se crede pe scară largă că o albină lucrătoare poate înțepa o singură dată, aceasta este o concepție parțial greșită: deși acul este, de fapt, ghimpat, astfel încât să se așeze în locul victimei. Pielea, care se desprinde din abdomenul albinei și duce la moartea acesteia în câteva minute, acest lucru se întâmplă numai dacă pielea victimei este suficient de groasă, cum ar fi cea a unui mamifer. Albinele sunt singurele himenoptere cu o înțepătură puternic ghimpată, deși jacheta galbenă și alte viespi au ghimpii mici.
Veninul albinei conține histamina, peptida degranulanta a mastocitelor, melitina, fosfolipaza A2, hialuronidaza si fosfatază acidă. Cele trei proteine din veninul de albine care sunt alergeni importanți sunt fosfolipaza A2, hialuronidaza și fosfataza acidă. În plus, polipeptida melitina este, de asemenea, antigenică. Veninul de bondar pare a fi legat din punct de vedere chimic și antigenic de veninul de albine.
Albinele cu înțepături ghimpate pot adesea înțepa alte insecte fără a se face rău. Albinele regine și albinele din multe alte specii, inclusiv bondarii și multe albine solitare, au înțepături mai netede, cu ghimpi mai mici și pot înțepa mamiferele în mod repetat.
Injectarea de apitoxină de către înțepătură în victimă este însoțită de eliberarea de feromoni de alarmă, proces care este accelerat dacă albina este rănită mortal. Eliberarea feromonilor de alarmă în apropierea unui stup poate atrage și alte albine în locație, unde vor prezenta, de asemenea, comportamente defensive până când nu mai există o amenințare, de obicei pentru că victima fie a fugit, fie a fost ucisă. (Notă: Un roi de albine, văzut ca o masă de albine care zboară sau sunt strânse împreună, nu este în general ostilă; și-au părăsit stupul și nu are fagure sau pui de apărat.) Acești feromoni nu se risipesc sau se spală repede, iar dacă ținta lor intră în apă, albinele își vor relua atacul de îndată ce părăsesc apa. Feromonul de alarma emis atunci când o albină inteapă un alt animal are miros debanană.
Albinele masculi, trântori , sunt mai mari și nu au înțepături. Femelele albine (albinele lucrătoare și mătcile) sunt singurele care pot înțepa, iar acul lor este un ovipozitor modificat. Regina albină are un ac ghimpat, dar mai neted și poate, dacă este nevoie, să înțepe creaturi purtătoare de piele de mai multe ori, dar regina nu părăsește stupul în condiții normale. Înțepătura ei nu este pentru apărarea stupului; ea îl folosește doar pentru a trimite reginei rivale, în mod ideal înainte ca acestea să poată ieși din celulele lor. Crescătorii de regine care se ocupă de mai multe mătci și au mirosul de regină pe mâini sunt uneori înțepați de o regină.
Acul este alcătuit din trei părți: un vârf și două diapozitive ghimpate (sau lancete), una de fiecare parte a vârfului. Albina nu împinge acul, ci este atrasă de toboganele ghimpate. Glisele se mișcă alternativ în sus și în jos pe stylus, astfel încât, atunci când ghimpa unuia s-a prins și se retrage, acesta trage stylusul și celălalt ghimpa în rană. Când cealaltă ghimpa s-a prins, se retrage și stylusul în sus, trăgând acul mai mult înăuntru. Acest proces se repetă până când acul este complet introdus și chiar continuă după ce acul și mecanismul său este desprins de abdomenul albinei. Când o femelă de albină înțeapă o persoană, aceasta nu poate trage înapoi acul ghimpat, ci mai degrabă lasă în urmă nu numai stylusul, ci și o parte din abdomen și tractul digestiv, plus mușchii și nervii. Această ruptură abdominală masivă ucide albina. Albinele sunt singurele care mor după înțepătură.